# Ушеренко Ганна Михайлівна
Га́нна Миха́йлівна Ушере́нко (нар. 14 травня 1949, Данине) — українська майстриня художньої вишивки, заслужений майстер народної творчості України (1973), член Національної спілки майстрів народного мистецтва України.

## Життєпис
У три роки вже тримала голку, у сім — була визнаною в селі майстринею.
Викладачка Київського вищого професійного училища швейного та перукарського мистецтва. Володіє усіма техніками вишивки, зокрема відтворює візерунки давніх чоловічих сорочок. Серед її робіт є ціла серія відтворених один до одного сорочок гетьмана Полуботка.
Під час першого «Слов'янського базару» була в складі делегації майстрів, Мішель Легран ставав перед нею на коліна та цілував руки — дякуючи за її роботу.
Вишиті нею сорочки подаровані сімом президентам, серед яких і Білл Клінтон.